# Nemošická stráň
Nemošická stráň je přírodní památka na jihovýchodním okraji města Pardubice v okrese Pardubice. Oblast spravuje Agentura ochrany přírody a krajiny ČR. Důvodem ochrany je zachování opukové terasy dolního toku Chrudimky porostlé dubohabřinou. Terasa je významným nalezištěm paleontologickým, zoologickým a zejména botanickým. V okolí se nachází řada starých, většinou odstavených ramen Chrudimky, které jsou chráněny jako významný krajinný prvek. Lokalita je dnes známá především masivním výskytem česneku medvědího (Allium ursinum).
Listnatý háj tvoří převážně habr, jilm habrolistý (Ulmus minor), javor babyka (Acer campestre) a dub letní (Quercus robur). Z křovin tu roste líska obecná (Corylus avellana), svída krvavá (Cornus sanguinea), brslen evropský (Euonymus europaeus) a trnka obecná (Prunus spinosa). Dále zde najdeme árón plamatý (Arum maculatum), dymnivku dutou (Corydalis cava), křivatec žlutý (Gagea lutea), sasanku pryskyřníkovitou (Anemone ranunculoides). V několika trsech se zde vyskytuje i sněženka podsněžník (Galanthus nivalis). Nemošická stráň je hnízdištěm slavíka, krahujce obecného, netopýra vousatého anebo norníka rudého. 
Křídové jílovce obsahují bohatou fosilní faunu, většinou mořské ježovky a mlže (inocerámy), podle kterých jsou tyto vrstvy nazývány jako zvonivé inocerámové opuky. Žije zde ještěrka obecná (Lacerta agilis), slepýš křehký (Anguis fragilis) a užovka podplamatá (Natrix tessellata).

## Galerie

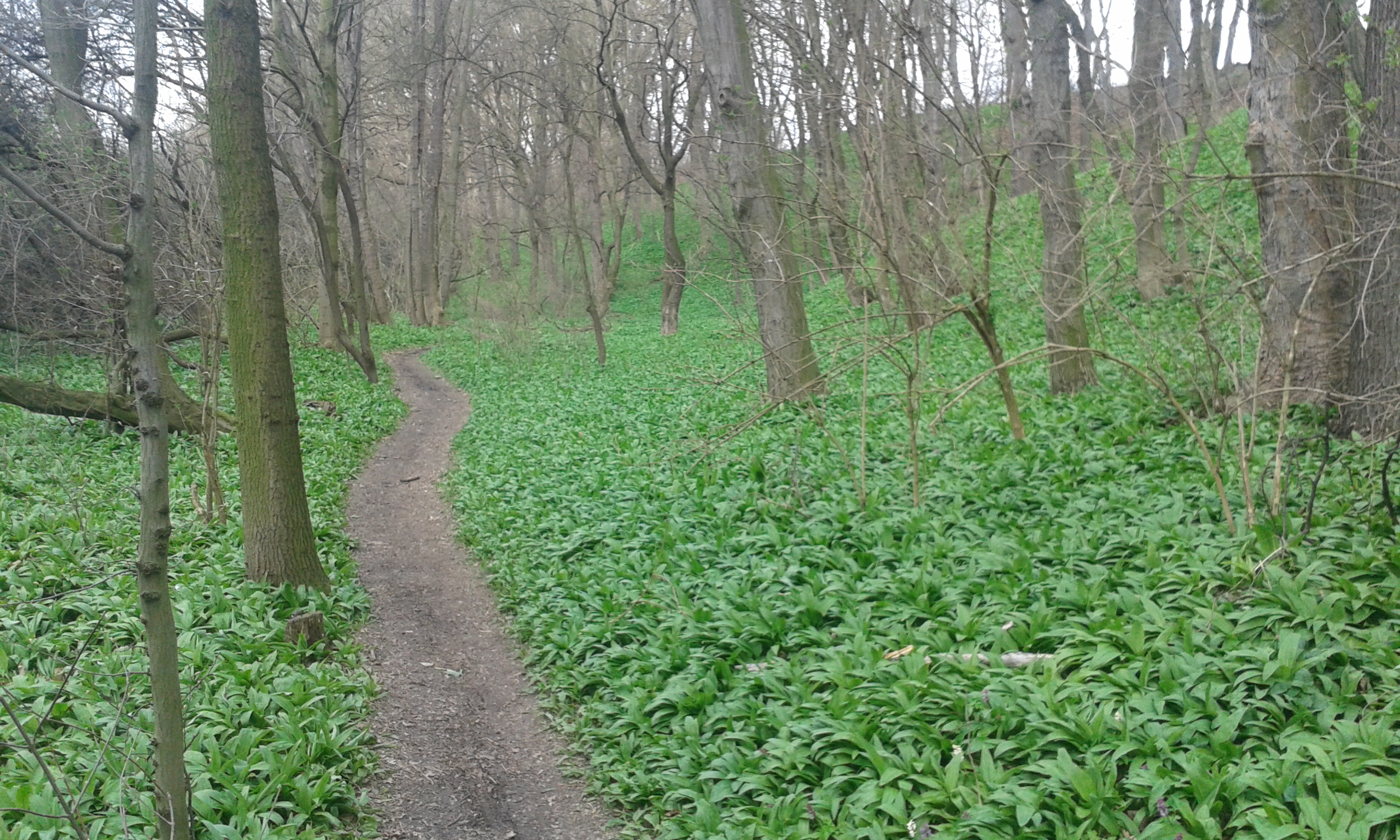
Medvědí česnek
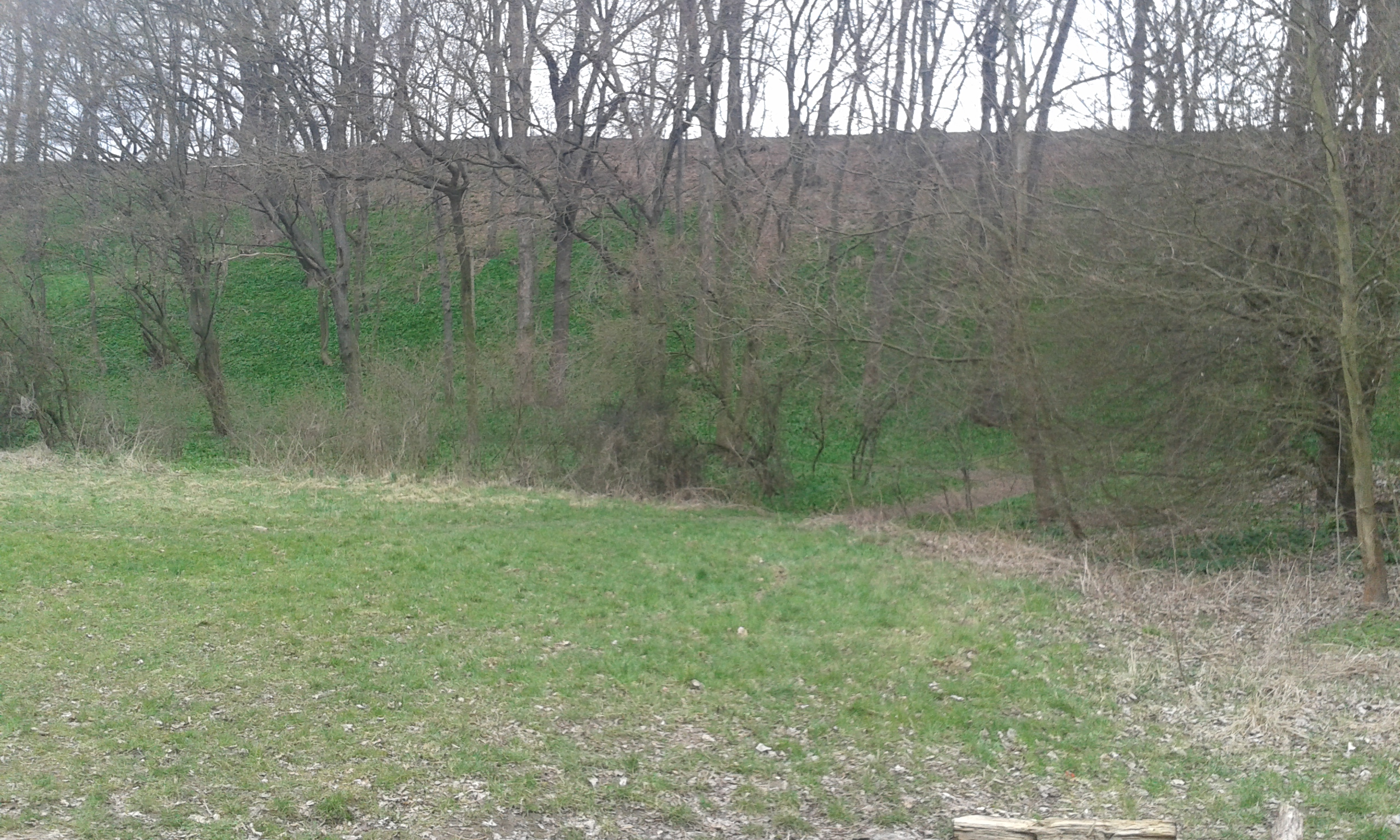
Nemošická stráň
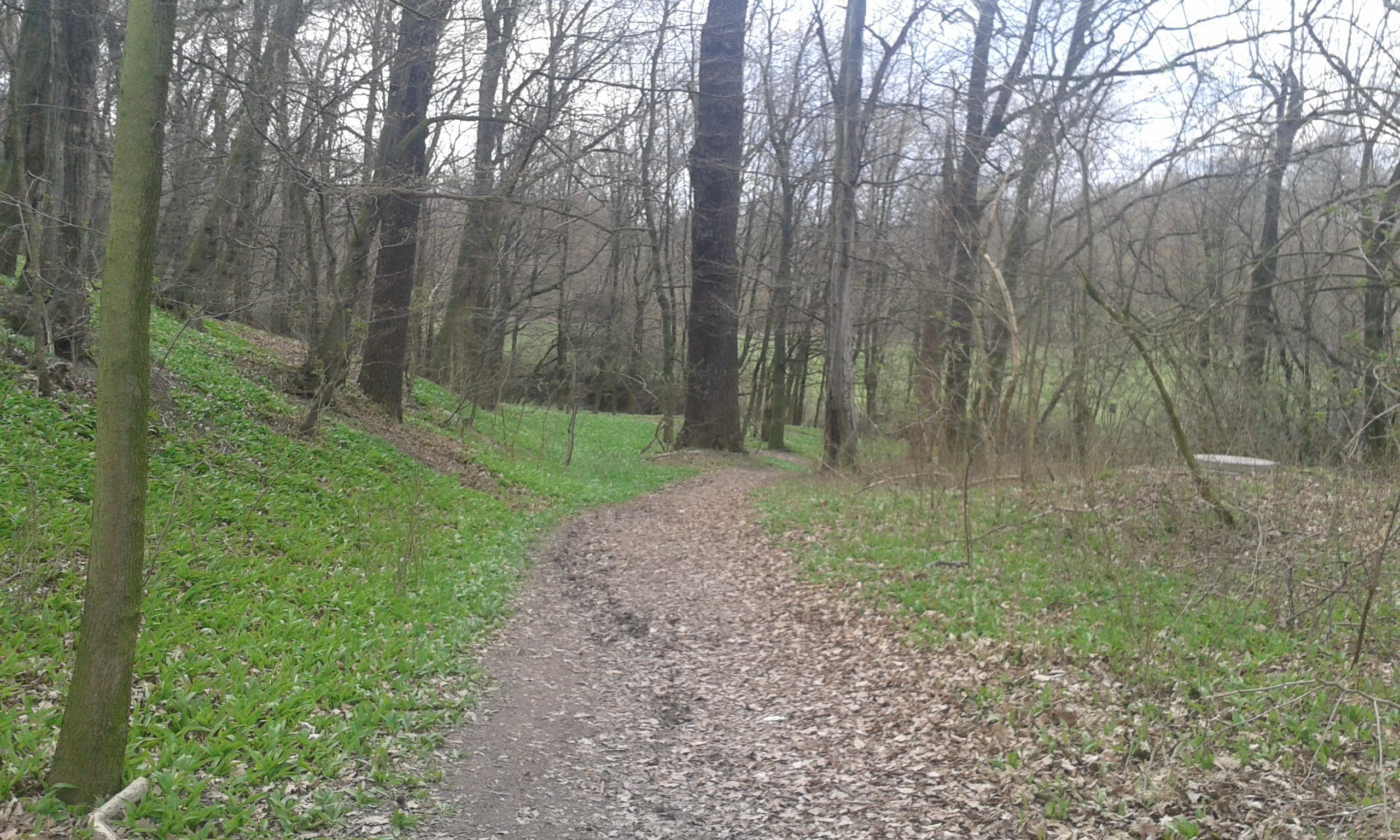
Nemošická stráň
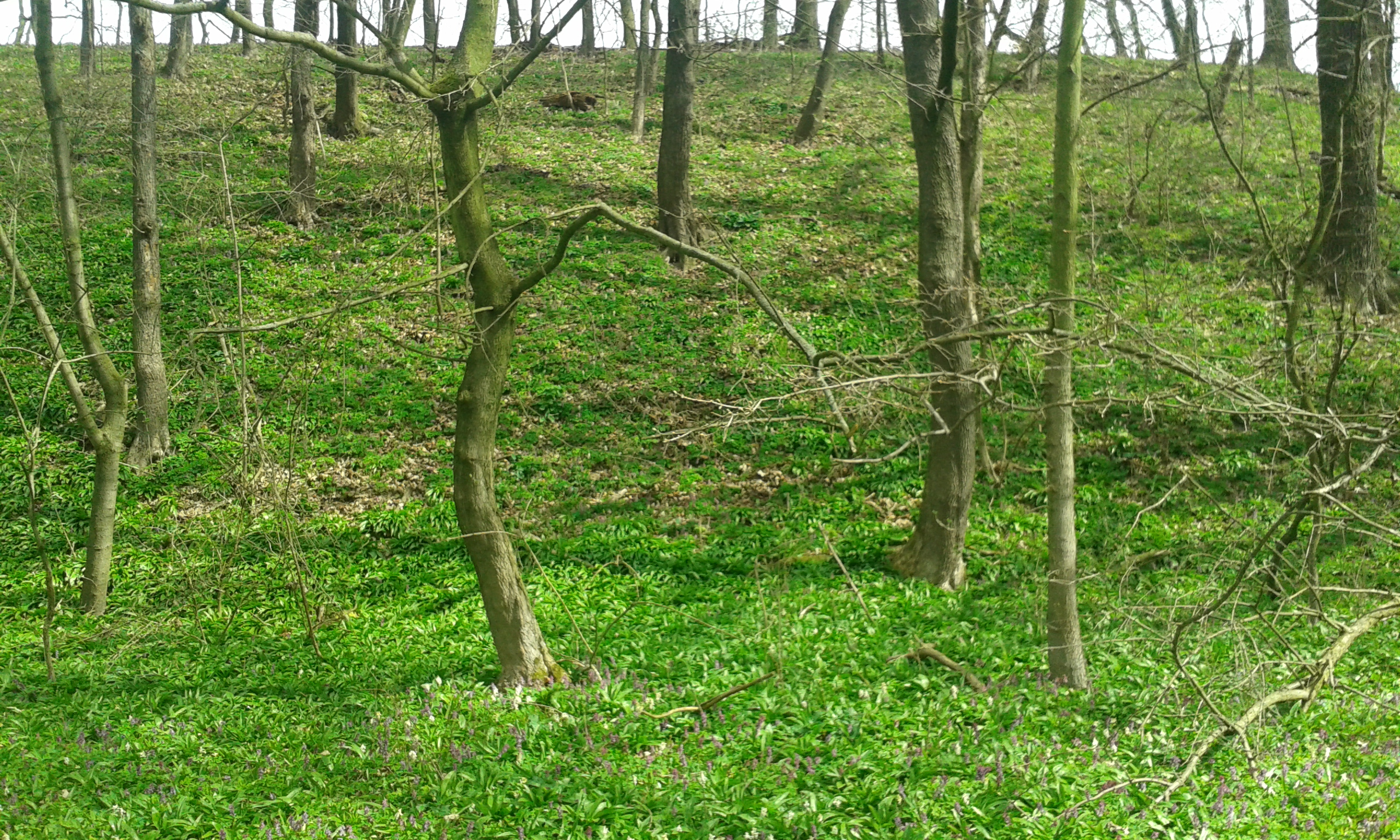
Nemošická stráň
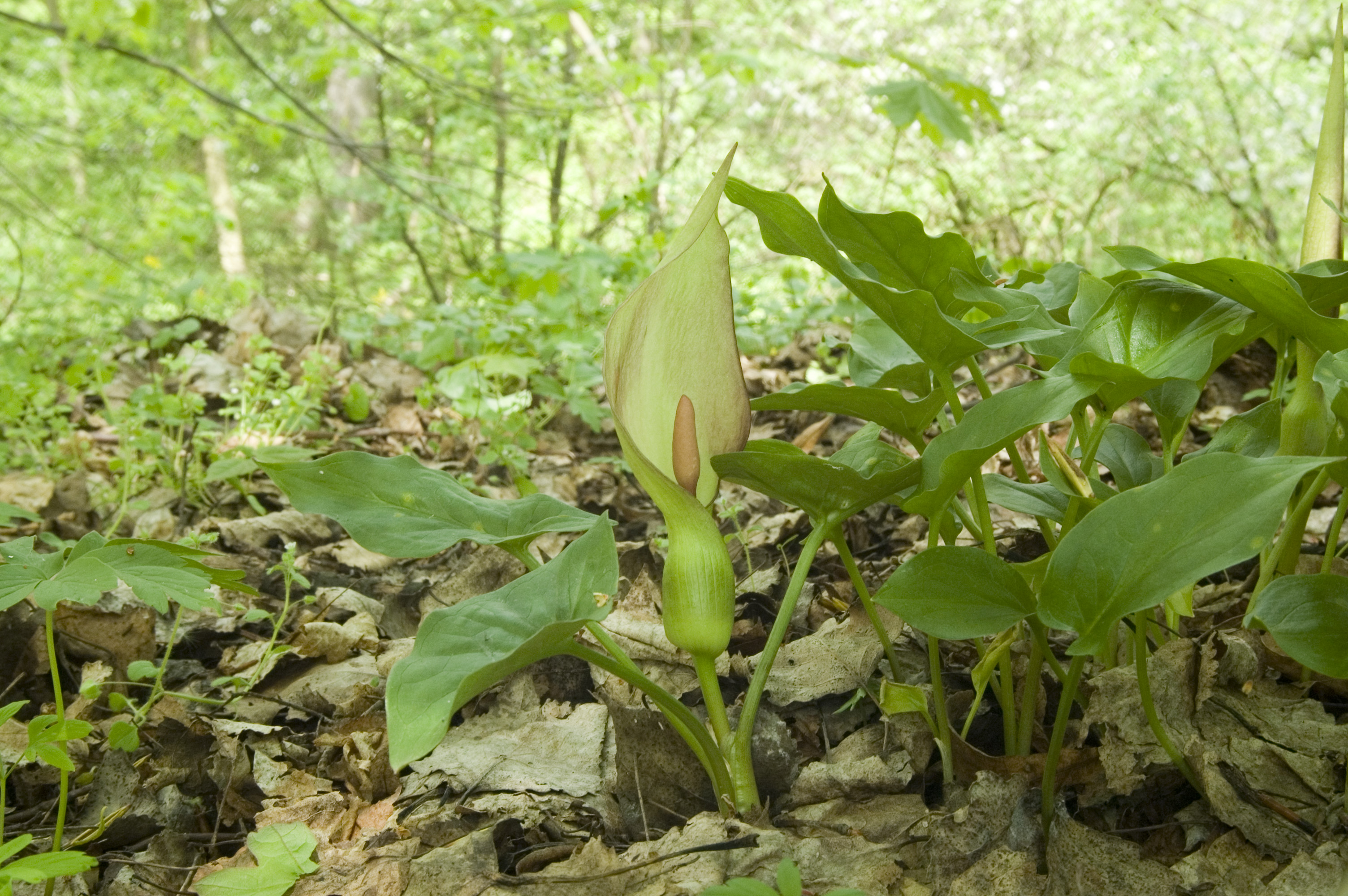
Áron plamatý